# Myungin
Le Myungin est une compétition de jeu de go en Corée du Sud. Le mot myungin en coréen a la même origine que les mots meijin en japonais et mingren en chinois. Pour cette raison, le titre Myungin est considéré comme l'équivalent en Corée du Sud des titres Meijin au Japon et Mingren en Chine. 

## Organisation
Le Myungin est organisé par la Hanguk Kiwon et sponsorisé par Kangwon Land Corporation.

## Vainqueurs
| Année | Vainqueur       |
| ----- | --------------- |
| 1968  | Cho Namchul     |
| 1969  | Kim In          |
| 1970  | Cho Namchul     |
| 1971  | Seo Bongsoo     |
| 1972  | Seo Bongsoo     |
| 1973  | Seo Bongsoo     |
| 1974  | Seo Bongsoo     |
| 1975  | Seo Bongsoo     |
| 1976  | Seo Bongsoo     |
| 1977  | Cho Hunhyun     |
| 1978  | Seo Bongsoo     |
| 1979  | Cho Hunhyun     |
| 1980  | Cho Hunhyun     |
| 1981  | Cho Hunhyun     |
| 1982  | Pas de tournoi  |
| 1983  | Seo Bongsoo     |
| 1984  | Cho Hunhyun     |
| 1985  | Cho Hunhyun     |
| 1986  | Cho Hunhyun     |
| 1987  | Cho Hunhyun     |
| 1988  | Cho Hunhyun     |
| 1989  | Cho Hunhyun     |
| 1990  | Cho Hunhyun     |
| 1991  | Lee Chang-ho    |
| 1992  | Lee Chang-ho    |
| 1993  | Lee Chang-ho    |
| 1994  | Lee Chang-ho    |
| 1995  | Lee Chang-ho    |
| 1996  | Lee Chang-ho    |
| 1997  | Cho Hunhyun     |
| 1998  | Lee Chang-ho    |
| 1999  | Lee Chang-ho    |
| 2000  | Lee Chang-ho    |
| 2001  | Lee Chang-ho    |
| 2002  | Lee Chang-ho    |
| 2003  | Lee Chang-ho    |
| 2004  | Pas de tournoi  |
| 2005  | Pas de tournoi  |
| 2006  | Pas de tournoi  |
| 2007  | Lee Sedol       |
| 2008  | Lee Sedol       |
| 2009  | Lee Chang-ho    |
| 2010  | Park Young-Hoon |
| 2011  | Park Young-Hoon |
| 2012  | Lee Sedol       |
| 2013  | Choi Cheol-han  |
| 2014  | Park Young-Hoon |
| 2015  | Lee Sedol       |